# Deutsche Meisterschaften im Freiwasserschwimmen
Deutsche Meisterschaften im Freiwasserschwimmen finden seit 1994 statt.

## Austragungsorte
- 1994 wurden die Deutschen Meisterschaften in Burghausen ausgerichtet.
- 1995 wurden die Deutschen Meisterschaften in Burghausen ausgerichtet.
- 1996 wurden die Deutschen Meisterschaften in Burghausen ausgerichtet.
- 1997 wurden die Deutschen Meisterschaften in Übersee ausgerichtet.
- 1998 wurden die Deutschen Meisterschaften in Waren (Müritz) ausgerichtet.
- 1999 wurden die Deutschen Meisterschaften in Lindau ausgerichtet.
- 2000 wurden die Deutschen Meisterschaften in Erfurt ausgerichtet.
- 2001 wurden die Deutschen Meisterschaften in Großkrotzenburg ausgerichtet.
- 2002 wurden die Deutschen Meisterschaften in Strausberg ausgerichtet.
- 2003 wurden die Deutschen Meisterschaften in Großkrotzenburg ausgerichtet.
- 2004 wurden die Deutschen Meisterschaften in Burghausen ausgerichtet.
- 2005 wurden die Deutschen Meisterschaften in Strausberg ausgerichtet.
- 2006 wurden die Deutschen Meisterschaften in Erfurt ausgerichtet. Neu war hier die 10-km-Distanz. Sie wurde im November 2005 offiziell ins olympische Programm aufgenommen und wurde erstmals 2008 bei den Olympischen Spielen in Peking geschwommen.
- 2007 fanden die Deutschen Meisterschaften vom 20. bis 23. Juli in Großkrotzenburg im Baggersee Freigericht-West statt.
- 2008 wurden die Bewerbe in Prien am Chiemsee ausgetragen.
- 2009 (18. bis 21. Juni) fanden die vom DSV veranstalteten Deutschen Freiwassermeisterschaften in Lindau statt – wie zuletzt schon 1999. Geschwommen wurden auf einem Dreieckskurs im Bodensee verschiedene Distanzen über 1,25 (Staffel), 2,5, 5, 10 und 25 km.[1] 
Auf den 5, 10 und 25 km Strecken wurden dabei auch die Teilnehmer für die Schwimmweltmeisterschaften 2009 vom 19. Juli bis 2. August in Rom ermittelt.
- 2010 (24. bis 27. Juni) fanden die vom DSV ausgerichteten Deutschen Meisterschaften im Freiwasserschwimmen in Strausberg statt.
- 2011 (23. bis 26. Juni) fanden die vom DSV ausgerichteten Internationalen Deutschen Meisterschaften im Freiwasserschwimmen in Rostock statt. Auf dem 1,25 Kilometer langen Rundkurs ging es auch um die letzten Tickets für die Schwimmweltmeisterschaften 2011 in Shanghai.[2]
- 2012 fanden die Deutschen Meisterschaften vom 28. Juni bis 1. Juli in Großkrotzenburg statt.
- 2013 fanden die Deutschen Meisterschaften vom 28. bis 30. Juni in Duisburg statt.
- 2014 fanden die Deutschen Meisterschaften vom 3. bis 6. Juli 2014 auf der Regattabahn Hamburg-Allermöhe statt.
- 2015 fanden die Deutschen Meisterschaften vom 25. bis 28. Juni 2015 in Lindau statt.
- 2016 fanden die Deutschen Meisterschaften vom 30. Juni bis 3. Juli 2016 in Hamburg statt.
- 2017 fanden die Deutschen Meisterschaften vom 29. Juni bis 2. Juli 2017 in Magdeburg statt.
- 2018 fanden die Deutschen Meisterschaften vom 28. Juni bis 1. Juli 2018 in Mölln statt.
- 2019 fanden die Deutschen Meisterschaften vom 27. bis 30. Juni 2019 in Burghausen statt.
- 2020 fanden keine Deutsche Meisterschaften im Freiwasserschwimmen aufgrund der Corona-Pandemie statt.
- 2021 fanden die Deutschen Meisterschaften vom 24. bis 26. Juni 2021 in Münster statt.
- 2022 fanden die Deutschen Meisterschaften vom 23. bis 25. Juni 2022 in Mölln statt.
- 2023 fanden die Deutschen Meisterschaften vom 22. bis 24. Juni 2023 in Neutraubling bei Regensburg statt.